# Pyrrhopyge boulleti
Espèce
Pyrrhopyge boulleti est une espèce de lépidoptères (papillons) de la famille des Hesperiidae, de la sous-famille des Pyrginae, de la tribu des Pyrrhopygini et du genre Pyrrhopyge.

## Dénomination
Pyrrhopyge boulleti a été nommé par Ferdinand Le Cerf en 1922.

### Nom vernaculaire
Pyrrhopyge boulleti se nomme Boullet's Firetip en anglais.

## Description
Pyrrhopyge boulleti est un papillon au corps trapu marron, à la tête marquée de rouge et à l'extrémité de l'abdomen orange. 
Les ailes sont de couleur marron doré brillant avec une frange blanche, et, aux ailes antérieures une barre orage partant du milieu du bord costal et deux groupes de deux marques orange plus proches de l'apex.

## Écologie et distribution
Pyrrhopyge boulleti est présent en Colombie.

### Protection
Pas de statut de protection particulier.